# 블라디미르 아스타폽스키
블라디미르 알렉산드로비치 아스타폽스키(러시아어: Влади́мир Алекса́ндрович Аста́повский, 1946년 7월 16일 ~ 2012년 4월 12일)는 소련의 축구 선수로 포지션은 골키퍼이다. 1976년 하계 올림픽에 소련 국가대표로 참가하여 축구 동메달을 획득했으며, 같은 해에 올해의 소련 축구 선수로 선정되었다.